# Marbehan
Marbehan (wa. Marbuhan) – dzielnica (section) gminy Habay w Belgii, w Regionie Walońskim, w prowincji Luksemburg, w okręgu Virton. 1 stycznia 2020 roku liczyła 1061 mieszkańców. Do 31 grudnia 1976 r. samodzielna gmina. 